# Tiroteo escolar de Sofía
El Tiroteo escolar de Sofía fue un tiroteo masivo que ocurrió el 25 de diciembre de 1974 en Sofía, Bulgaria.

## Trasfondo
El 25 de diciembre de 1974, Branimir Donchev y dos compañeros de clase vieron en el cine la película "El Padrino". La película causó una fuerte impresión en Branimir y sus amigos por su tensión, sus asesinatos y su sangre. A las 13:30 terminó la proyección de la película. Tras la proyección, se volvió paranoico. Les parecía que alguien les vigilaba. Cambiaron de tranvía, caminaron, se escondieron en las calles. Branimir dijo más tarde que había gente mirando en el cine y que les parecía que alguien les observaba. Cuando volvió a casa, encontró allí a su hermano y a su primo. Su prima era adoptada por su tía y no eran parientes consanguíneos. Era estudiante de primer curso de química en la Universidad de Sofía. Branimir la quería, pero no recibía reciprocidad. Por celos de su prima, estalló una pelea entre los hermanos. Branimir golpeó a su hermano porque era mucho más fuerte físicamente que él. La prima se apresuró a separarlos, luego lloró y se fue a su dormitorio. De su casa cogió una pistola Walther PP calibre .380, un cargador con 7 cartuchos. Todo ello pertenecía a su padre. Con esto Branimir y su amigo fueron a casa de un amigo. allí jugaron con la pistola, recreando escenas de una película. Branimir también se entrenó la pistola delante de un espejo, se tumbó debajo de la cama, hizo entrenamiento en seco de tiro en emboscada. Llevando el arma consigo, hacia las siete de la tarde se dirigió al dormitorio de su prima. Vivía en el bloque número 1 de la Ciudad Estudiantil de Sofía. Más tarde dijo que pensaba que ella le estaba traicionando allí y que había enemigos del "gobierno de nuestro pueblo" cerca de ella. Su camino a la residencia era bastante difícil, cambiaba de autobús, se escondía, se creía vigilado y perseguido. Visitaba a menudo el dormitorio de su prima. Vivía en la habitación 410 del cuarto piso.

## Ataque
Fue a la habitación de su prima, pero no la encontró allí. Encontró a un hombre desconocido y fue con él a otra habitación. El tiroteo comenzó a las 20:45. Irrumpió en la habitación número 519. Se celebraba el cumpleaños de un estudiante de Vietnam. Había un cumpleañero y dos personas más. Insultó y humilló a los presentes y luego les disparó. En esta sala, mató a una persona en el acto e hirió a otras dos. Uno de los heridos murió en el hospital el 28 de diciembre. Salió de la habitación y disparó a la gente en los pasillos. Primero disparó a sus víctimas y luego las apuñaló. Cuando ya no quedaba nadie en los pasillos, llamó a la puerta de la sala y disparó a la gente que estaba en las habitaciones. En una de ellas, una joven pareja esperaba un hijo. Un hombre que intentaba proteger a su mujer, Branimir, mató al marido y a la mujer embarazada. Dos estudiantes desarmaron y sometieron a Branimir. Durante ese tiempo, el agresor los hirió gravemente, y uno de ellos murió más tarde en el hospital. Después, el atacante fue conducido a una pequeña habitación, donde gritó que era un agente especial que realizaba una tarea secreta. También dijo que había otro tirador en la residencia. Branimir efectuó 26 disparos. Seis murieron en el lugar de los hechos, dos más murieron en el hospital y otros ocho resultaron heridos. 

## Víctimas

### Muertos[3]
- Stefan Stanchev, 21
- Wu Nong Suan, 22, vietnamita, murió el 28 de diciembre
- Boris Neychev, 20
- Valeri Petrov, 23
- Le Wang Shang, 25, vietnamita
- Elena Drumeva, embarazada
- Stoyan Stoyanov, 22, esposo de Elena Drumeva
- Stoyan Petrov Agov, 30, murió el 29 de diciembre

### Heridos[3]
- Huan Thanh Lan, 21, vietnamita
- Vladímir Krastev, 22
- Emilia Doicheva, 18
- Luis Eduardo Haramillo, 23, ecuatoriano
- Svetlana Krastanova, 20
- Atana Nachev, 23
- Raicho Donchev, 23
- Ismet Adémov, 22

## Perpetrador
Branimir Donchev Delchev (Бранимир Дончев Делчев) nació el 4 de octubre de 1957. Era de clase alta, vivía en la parte central de Sofía, tenía todo lo que quería. Su padre era director general adjunto de la DSO "Stara Planina". Por motivos de trabajo, viajaba mucho al extranjero y pasaba poco tiempo con sus hijos. Su madre era ciclofénica o esquizofrénica y fue tratada a menudo en el hospital por ello. En 1971, se ahorcó en el ático de la casa familiar. Tenía un hermano gemelo y una hermana mayor. Era mentalmente inestable y padecía una enfermedad mental. Estaba muy influenciado por todo lo que veía. Según sus amigos, no le gustaban los asiáticos.

## Secuelas
Inmediatamente después de la detención, se registró la casa donde vivía Branimir. El hermano y la hermana fueron examinados por psiquiatras. A su hermano le diagnosticaron una enfermedad mental. Su padre fue condenado a 4 años de prisión por posesión negligente de un arma. También fue acusado de tener hijos con una mujer enferma mental. Tras cumplir su condena, pagó una cuantiosa multa. Se desconoce su destino posterior. Su hermano estuvo ingresado en hospitales psiquiátricos todo el tiempo. Sus problemas mentales empeoraban cada vez más y las autoridades temían que repitiera el acto de su hermano. En 1988, su hermana recibió la noticia de que se había caído de la terraza del sanatorio y había muerto en el acto. Branimir fue sometido a cinco exámenes forenses. En conclusión, se dijo que padecía "psicosis esquizofrénica". Se le declaró demente y no se le podía considerar responsable. Se le prescribió tratamiento psiquiátrico obligatorio y fue internado en un hospital psiquiátrico de Lovech. El 7 de febrero de 1975, Branimir Donchev fue trasladado a un hospital psiquiátrico. Pidió ir al baño cerca de la ciudad de Pravets y el coche se detuvo. Branimir intentó escapar y le dispararon. Fue enterrado en secreto en una tumba sin nombre en Botevgrad. La proyección de El Padrino fue limitada y se censuraron las escenas sangrientas.